# Vélodrome Suisse
Le Vélodrome Suisse, officiellement Tissot Vélodrome depuis décembre 2016 est un vélodrome situé à Granges, dans le canton de Soleure, en Suisse. 

## Histoire
Le projet est lancé par Andy Rihs, propriétaire de la marque de vélos BMC basée à Granges. Le vélodrome d'un coût de 17 millions de francs est financé par Andy Rihs, la commune de Granges, le canton de Soleure, l'Office fédéral du sport, Swiss Cycling ainsi que d'autres sponsors et donateurs. Son but principal est de servir de centre d'entraînement pour améliorer la formation des cyclistes suisses. La piste du vélodrome est homologuée par l'Union cycliste internationale (UCI) le 20 juin 2013 et l'inauguration a lieu le 21 juin 2013 après 15 mois de construction.
Le 18 septembre 2014, l'Allemand Jens Voigt y améliore le record de l'heure cycliste en parcourant 51,115 kilomètres. L'Autrichien Matthias Brändle bat le record à Aigle le 30 octobre, et l'Australien Rohan Dennis le bat également en parcourant 52,491 kilomètres à Granges le 8 février 2015. En octobre 2015, les championnats d'Europe de cyclisme sur piste ont lieu sur la piste de Granges. La Russe Anastasiia Voinova bat le record du monde du 500 mètres départ arrêté en 32,794 secondes. Les championnats d'Europe sur piste 2021 et 2023 sont également organisés sur le vélodrome.

## Caractéristiques

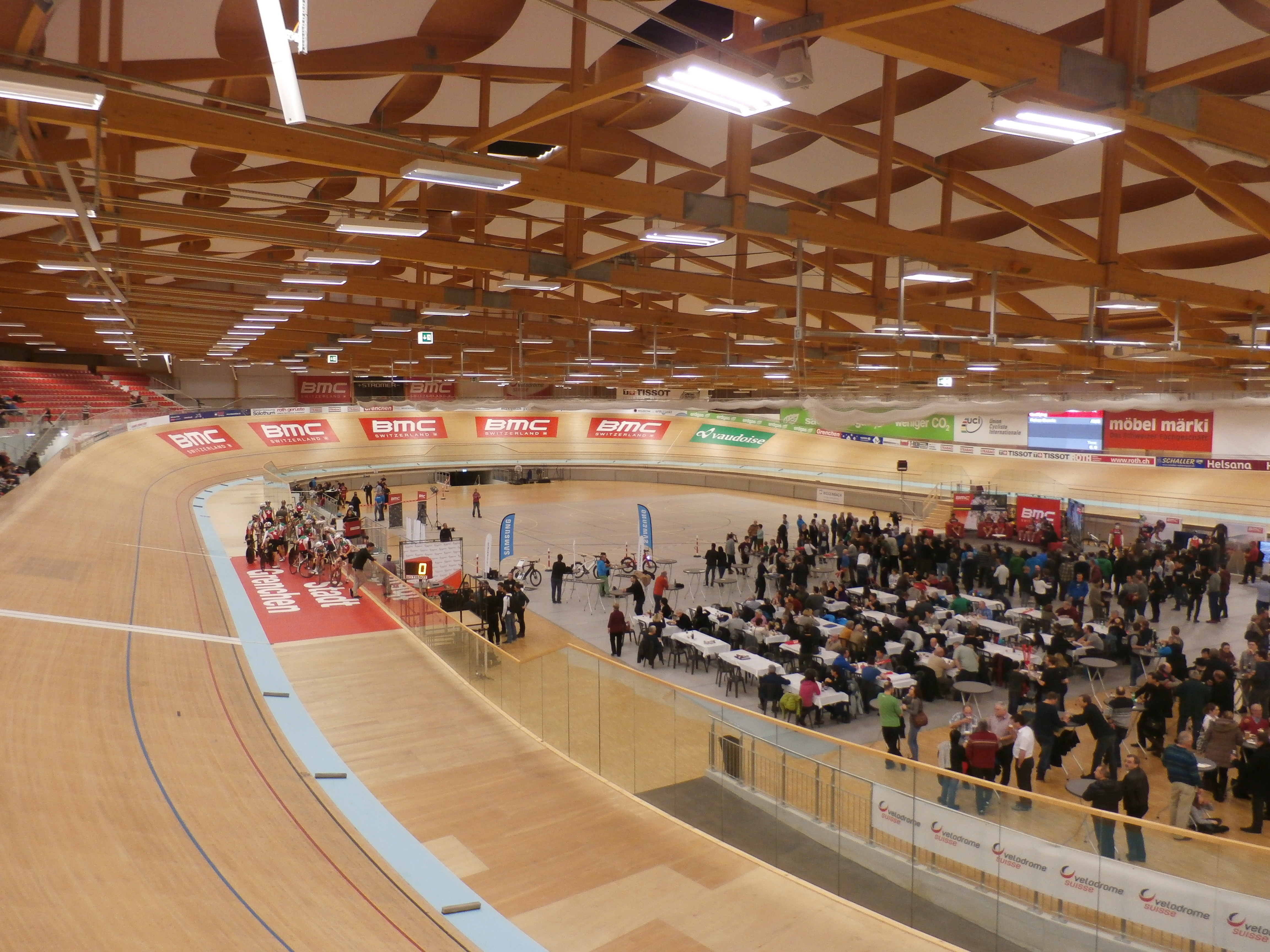
L'intérieur du vélodrome

La halle d'une longueur de 120 mètres et d'une largeur de 70 mètres mesure 8 400 m2. Elle contient une piste en bois de 250 mètres, une tribune d'environ 2 000 places, un fitness, un centre médical, un restaurant et des chambres d'hôtel. Le bâtiment est polyvalent puisqu'il peut accueillir d'autres sports, des congrès et des concerts. Il abrite également le siège de Swiss Cycling.